# 内茹希夫
49°16′16″N 23°47′21″E / 49.27111°N 23.78917°E

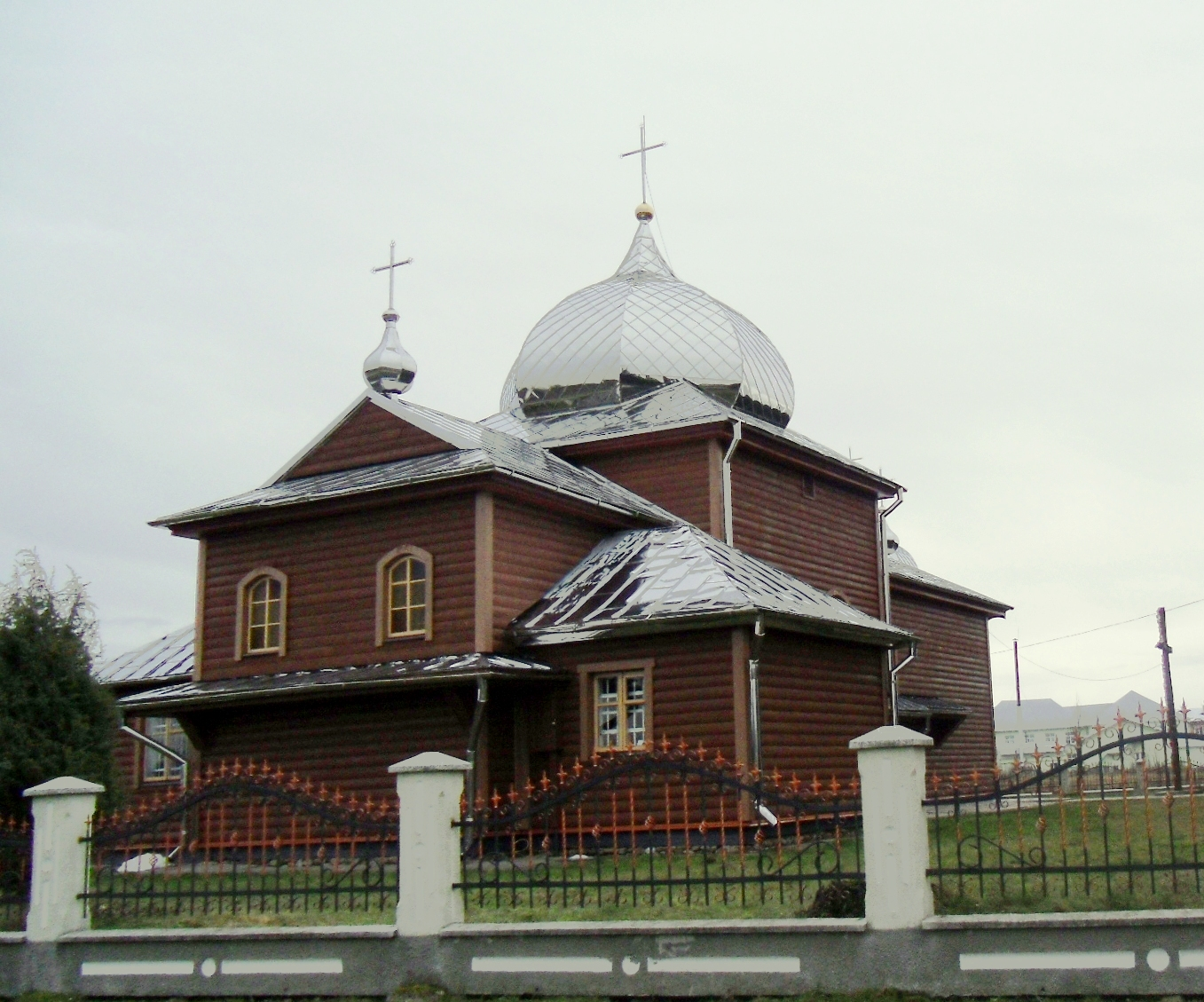
教堂

内茹希夫（烏克蘭語：Нежухів），是烏克蘭的村庄，位於該國西部利沃夫州，由斯特雷區斯特雷市鎮負責管轄，始建於1456年，面積17.1平方公里，海拔高度295米，2001年人口1,974，人口密度每平方公里115.44人。